# Middleton (Northamptonshire)
Middleton es un pueblo y una parroquia civil del distrito de Corby, en el condado de Northamptonshire (Inglaterra). Está ubicado entre los pueblos de East Carlton y Cottingham, cerca de un kilómetro al sur del límite de Northamptonshire con Leicestershire y a unos dos kilómetros al oeste de la villa de Corby.

## Demografía
Según el censo de 2001, Middleton tenía 328 habitantes (153 varones y 175 mujeres). 45 (13,72%) de ellos eran menores de 16 años, 223 (67,99%) tenían entre 16 y 74, y 60 (18,29%) eran mayores de 74. La media de edad era de 49,9 años. De los 283 habitantes de 16 o más años, 48 (16,96%) estaban solteros, 179 (63,25%) casados, y 56 (19,79%) divorciados o viudos. 146 habitantes eran económicamente activos, 143 de ellos (97,95%) empleados y otros 3 (2,05%) desempleados. Había 3 hogares sin ocupar y 133 con residentes.
| 314                         | 356 | 293 | 278 | 266 | 272 | - | 290 | 228 |
| (Fuente: Vision of Britain) |     |     |     |     |     |   |     |     |